# Bon Voyage 〜The Best Lives and Clips〜
『Bon Voyage 〜The Best Lives and Clips〜』（ボン ヴォヤージュ ザ ベスト ライヴズ アンド クリップス）は、松田聖子の映像作品。1996年12月1日発売。発売元は、Sony Records。

## 解説
『Live Vanity Fair'96』と同時発売。

## 収録曲
1. Opening（SWEET MEMORIES）
2. 裸足の季節
3. 青い珊瑚礁
4. 夏の扉
5. 天使のウィンク
6. 抱いて…
7. SWEET MEMORIES
8. 瞳はダイアモンド
9. 1992 ヌーベルヴァーグ
10. ～MC～
11. かこわれて、愛jing
12. メイキング（蒼いフォトグラフ）
13. 大切なあなた
14. 輝いた季節へ旅立とう
15. マイアミ午前5時
16. セイシェルの夕陽
17. It's Style'95
18. 天国のキッス
19. Rock'n　Rouge
20. 赤いスイートピー
21. Ending（ボン・ボヤージュ）